# Phytomyza pedicularicaulis
Phytomyza pedicularicaulis är en tvåvingeart som beskrevs av Spencer 1969. Phytomyza pedicularicaulis ingår i släktet Phytomyza och familjen minerarflugor.
Artens utbredningsområde är Québec. Inga underarter finns listade i Catalogue of Life.